# ایرینا سوکولوفسکایا
ایرینا سوکولوفسکایا (روسی: Ирина Борисовна Соколовская؛ زادهٔ ۳ january ۱۹۸۳ (۴۲ سال)) ورزشکار بسکتبال اهل روسیه است.
وی در مسابقات کشوری و بین‌المللی در مجموع برندهٔ ۱ مدال طلا، ۱ مدال نقره، ۱ مدال برنز شده‌است.